# David Gugganig
David Gugganig (* 10. Februar 1997 in Spittal an der Drau) ist ein österreichischer Fußballspieler.

## Karriere
Gugganig begann seine Karriere beim SC Mühldorf. 2011 ging er in die AKA Kärnten. 2014 ging er in die AKA Salzburg. Sein Profidebüt fürs Farmteam FC Liefering gab er am 22. Spieltag 2014/15 gegen den FC Wacker Innsbruck.
Im Jänner 2017 wurde er an den Ligakonkurrenten WSG Wattens verliehen.
Nach dem Ende der Leihe blieb er bei der WSG. Mit der WSG Wattens stieg er 2019 als Zweitligameister in die Bundesliga auf, woraufhin sich der Verein in WSG Tirol umbenannte. In viereinhalb Jahren bei der WSG kam der Verteidiger zu 126 Bundes- und Zweitligaeinsätzen. Zur Saison 2021/22 wechselte er innerhalb der Bundesliga zum Wolfsberger AC, bei dem er einen bis Juni 2023 laufenden Vertrag erhielt. Für den WAC absolvierte er in zwei Jahren 24 Bundesligapartien. Nach seinem Vertragsende verließ er Wolfsberg nach der Saison 2022/23.
Im Juli 2023 kehrte er anschließend zum Ligakonkurrenten WSG Tirol zurück.

## Persönliches
Sein Bruder Lukas Gugganig ist ebenfalls Fußballer. In der Saison 2014/15 spielten beide gemeinsam für den FC Liefering, den Lukas aber am Ende der Saison verließ.